# Тіпела 7
Тіпела 7 (англ. Tipella 7) — індіанська резервація в Канаді, у провінції Британська Колумбія, у межах регіонального округу Фрейзер-Велі.

## Населення
За даними перепису 2016 року, індіанська резервація не ма постійного населення.

## Клімат
Середня річна температура становить 8,8°C, середня максимальна – 21,1°C, а середня мінімальна – -6,3°C. Середня річна кількість опадів – 1 757 мм.
| Клімат поселення                              | Клімат поселення | Клімат поселення | Клімат поселення | Клімат поселення | Клімат поселення | Клімат поселення | Клімат поселення | Клімат поселення | Клімат поселення | Клімат поселення | Клімат поселення | Клімат поселення | Клімат поселення |
| Показник                                      | Січ.             | Лют.             | Бер.             | Квіт.            | Трав.            | Черв.            | Лип.             | Серп.            | Вер.             | Жовт.            | Лист.            | Груд.            |                  |
| Середній максимум, °C                         | 5,83             | 7,97             | 10,90            | 14,28            | 18,05            | 21,08            | 19,89            | 20,39            | 16,64            | 11,42            | 5,94             | 3,42             |                  |
| Середня температура, °C                       | −0,26            | 1,90             | 4,82             | 8,21             | 11,96            | 15,00            | 17,50            | 17,98            | 14,24            | 9,02             | 3,55             | 1,01             |                  |
| Середній мінімум, °C                          | −6,33            | −4,2             | −1,26            | 2,14             | 5,88             | 8,92             | 15,11            | 15,60            | 11,87            | 6,63             | 1,16             | −1,38            |                  |
| Норма опадів, мм                              | 250              | 166              | 155              | 120              | 94               | 73               | 55               | 56               | 84               | 193              | 277              | 234              |                  |
| Середньомісячна швидкість вітру, м/с          | 1.97             | 2.00             | 2.20             | 2.30             | 2.27             | 2.30             | 2.13             | 1.90             | 1.62             | 1.71             | 1.90             | 1.89             |                  |
| Середньомісячна сонячна радіація, кДж/м²·день | 3140             | 6181             | 10096            | 15107            | 18792            | 20330            | 21571            | 18432            | 13083            | 7142             | 3505             | 2466             |                  |
| --------------------------------------------- | ---------------- | ---------------- | ---------------- | ---------------- | ---------------- | ---------------- | ---------------- | ---------------- | ---------------- | ---------------- | ---------------- | ---------------- | ---------------- |
| Джерело:                                      |                  |                  |                  |                  |                  |                  |                  |                  |                  |                  |                  |                  |                  |